# Separados (telerrealidad)
Separados es un programa de telerrealidad colombiano producido y transmitido por RCN Televisión. El programa fue presentado por Aura Cristina Geithner y Marcelo Dos Santos, fue la adaptación colombiana de The Extra Mile (Ad Sof HaOlam), de origen israelí. Se trataba del primer programa de telerrealidad que tiene como objetivo ayudar a diez parejas divorciadas a reconciliarse por el bien de sus hijos, mientras participan en diversas misiones que ponen a prueba su fortaleza mental, sus habilidades físicas y, sobre todo, su capacidad de cooperación pese a haber puesto fin a sus respectivas relaciones. Los ganadores de los 500 millones de pesos para la educación de sus hijos fueron Eli y José. El programa se estrenó con 10.3 de audiencia en personas; en su final marco 4.7, con un promedio de 6.6 de audiencia personas.

## Mecánica
Diez exparejas convivirán en un hotel mientras participan en diversas misiones situadas en diversos escenarios naturales de la isla, en las que pondrán a prueba su fortaleza mental, sus habilidades físicas y, sobre todo, su capacidad de cooperación pese a haber puesto fin a sus respectivas relaciones.
El objetivo de todo ello es ganar un premio de 500.000.000 de pesos colombianos, destinados a garantizar el futuro de sus hijos, que se depositarán en un fondo fiduciario a su nombre y que no podrán tocar hasta que los menores alcancen la mayoría de edad. Para lograr la victoria, cada semana deberán competir mediante tres pruebas diferentes, saliendo una pareja nominada y otra inmune de cada una de las dos primeras. Por su parte, de la tercera prueba solo una pareja será nominada. Finalmente, serán los propios concursantes, a través de su voto en pareja, los que decidan qué compañeros deberán abandonar la competición.

## Participantes
| Participante                                                       | Edad | Situación actual                       | Estadía |
| ------------------------------------------------------------------ | ---- | -------------------------------------- | ------- |
| Elida Bristeña Comunicadora social.                                | 37   | Ganadores de Separados                 | 42 días |
| José Gomez Raidie Trabajador.                                      | 42   | Ganadores de Separados                 | 42 días |
| Catalina Ortiz Administradora de empresas.                         | 38   | 2.° Lugar de Separados                 | 70 días |
| Álvaro Orjuela Comerciante.                                        | 39   | 2.° Lugar de Separados                 | 70 días |
| Paula Vergara Diseñadora y modelo de protocolo.                    | 28   | 3.er Lugar de Separados                | 70 días |
| Christian Castaño Tatuador.                                        | 32   | 3.er Lugar de Separados                | 70 días |
| Bleidy Aparicio Modelo de protocolo y bailarina.                   | 26   | Semifinalistas Eliminados de Separados | 63 días |
| Hugo Rangel Comerciante y contratista.                             | 28   | Semifinalistas Eliminados de Separados | 63 días |
| María Bernarda Velásquez Comunicadora social y periodista.         | 37   | Abandonan por motivos personales       | 60 días |
| Orlando Vega Trabajador en empresa.                                | 32   | Abandonan por motivos personales       | 60 días |
| Andrea Echeverry Directora comercial de la Revista Caribe Explora. | 35   | 8.os Eliminados con 5/6 votos.         | 56 días |
| John Estrada Fotógrafo, publicista y diseñador gráfico.            | 37   | 8.os Eliminados con 5/6 votos.         | 56 días |
| Paulina Parejo Psicóloga.                                          | 35   | 7.os Eliminados con 6/7 votos.         | 21 días |
| Andrés Siavey Trabajador.                                          | 40   | 7.os Eliminados con 6/7 votos.         | 21 días |
| Yan Rangel Retamal Periodista.                                     | 32   | 6.os Eliminados con 6/8 votos.         | 14 días |
| André Weissaner Trabajador.                                        | 32   | 6.os Eliminados con 6/8 votos.         | 14 días |
| Yohana Guzmán Modelo.                                              | 27   | 5.os Eliminados con 6/9 votos.         | 35 días |
| Andy Sky Productor de música y artista.                            | 34   | 5.os Eliminados con 6/9 votos.         | 35 días |
| Petra Lombardi Modelo.                                             | 29   | 4.os Eliminados con 4/7 votos.         | 28 días |
| Jonathan Triana Técnico de fabricación de plásticos.               | 27   | 4.os Eliminados con 4/7 votos.         | 28 días |
| Nathalie Dorsonville Administradora de empresas.                   | 38   | 3.os Eliminados con 5/8 votos.         | 21 días |
| Walter Gil Bonilla Productor y viajero empedernido.                | 46   | 3.os Eliminados con 5/8 votos.         | 21 días |
| Sandra Castro Trabajadora en eventos y marketing.                  | 38   | 2.os Eliminados con 5/7 votos.         | 14 días |
| Leonardo Castro Empresario.                                        | 41   | 2.os Eliminados con 5/7 votos.         | 14 días |
| Michelle Tatiana Morales Comunicadora social y periodista.         | 27   | 1.os Eliminados con 6/8 votos.         | 7 días  |
| David Prieto Trabajador independiente.                             | 26   | 1.os Eliminados con 6/8 votos.         | 7 días  |

## Tabla resumen
| Elida & José           |            |            |            |            | Salvados   | Nominados  | Inmunes    | Inmunes    | Inmunes    | Ganadores |  |  |  |  |  |  |  |  |  |  |  |  |  |  |  |  |  |  |  |
| Catalina & Álvaro      | Inmunes    | Inmunes    | Inmunes    | Inmunes    | Salvados   | Nominados  | Salvados   | Inmunes    | Nominados  | Segundos  |  |  |  |  |  |  |  |  |  |  |  |  |  |  |  |  |  |  |  |
| Paula & Christian      | Salvados   | Salvados   | Salvados   | Nominados  | Nominados  | Inmunes    | Nominados  | Nominados  | Inmunes    | Terceros  |  |  |  |  |  |  |  |  |  |  |  |  |  |  |  |  |  |  |  |
| Bleidy & Hugo          | Salvados   | Salvados   | Nominados  | Salvados   | Inmunes    | Salvados   | Salvados   | Inmunes    | Eliminados |           |  |  |  |  |  |  |  |  |  |  |  |  |  |  |  |  |  |  |  |
| M.ª Bernarda & Orlando | Salvados   | Salvados   | Salvados   | Salvados   | Salvados   | Nominados  | Salvados   | Salvados   | Abandonan  |           |  |  |  |  |  |  |  |  |  |  |  |  |  |  |  |  |  |  |  |
| Andrea & John          | Salvados   | Inmunes    | Inmunes    | Salvados   | Salvados   | Inmunes    | Inmunes    | Eliminados |            |           |  |  |  |  |  |  |  |  |  |  |  |  |  |  |  |  |  |  |  |
| Pauli & Andrés         |            |            |            |            | Salvados   | Salvados   | Eliminados |            |            |           |  |  |  |  |  |  |  |  |  |  |  |  |  |  |  |  |  |  |  |
| Yan & André            |            |            |            |            | Inmunes    | Eliminados |            |            |            |           |  |  |  |  |  |  |  |  |  |  |  |  |  |  |  |  |  |  |  |
| Yohana & Andy          | Salvados   | Salvados   | Salvados   | Salvados   | Eliminados |            |            |            |            |           |  |  |  |  |  |  |  |  |  |  |  |  |  |  |  |  |  |  |  |
| Petra & Jonathan       | Inmunes    | Nominados  | Salvados   | Eliminados |            |            |            |            |            |           |  |  |  |  |  |  |  |  |  |  |  |  |  |  |  |  |  |  |  |
| Nathalie & Walter      | Salvados   | Salvados   | Eliminados |            |            |            |            |            |            |           |  |  |  |  |  |  |  |  |  |  |  |  |  |  |  |  |  |  |  |
| Sandra & Leonardo      | Nominados  | Eliminados |            |            |            |            |            |            |            |           |  |  |  |  |  |  |  |  |  |  |  |  |  |  |  |  |  |  |  |
| Michelle & David       | Eliminados |            |            |            |            |            |            |            |            |           |  |  |  |  |  |  |  |  |  |  |  |  |  |  |  |  |  |  |  |

     La pareja gana la «Primera prueba de permanencia» y obtiene la inmunidad.
     La pareja pierde la «Primera prueba de permanencia» y es nominada.
     La pareja pierde la «Segunda prueba de permanencia» y es nominada.
     La pareja pierde la semana y queda en riesgo, pero no es nominada.
     La pareja es nominada en la semana y posteriormente es salvada en la «Prueba de salvación».
     La pareja es nominada y posteriormente es eliminada de la competencia.